# آنا باولا أرواخو (عارضة)
آنا باولا أرواخو هي عارضة برازيلية، ولدت في 25 أكتوبر 1981 في رورايما في البرازيل.

## روابط خارجية
- آنا باولا أرواخو على موقع دليل عارضات الأزياء (الإنجليزية)